# Campeonato Europeo de Natación de 1966
El XI Campeonato Europeo de Natación se celebró en Utrecht (Países Bajos) entre el 20 y el 27 de agosto de 1966 bajo la organización de la Liga Europea de Natación (LEN) y la Real Federación Neerlandesa de Natación.

## Resultados de natación

### Masculino
| Evento                   | Oro                                                                                | Plata                                                                        | Bronce                                                                              |
| ------------------------ | ---------------------------------------------------------------------------------- | ---------------------------------------------------------------------------- | ----------------------------------------------------------------------------------- |
| 100 m libre              | Robert McGregor Reino Unido 53,7                                                   | Leonid Ilichov URSS 54,3                                                     | Udo Poser RDA 54,8                                                                  |
| 400 m libre              | Frank Wiegand RDA 4:11,1                                                           | Semion Belits-Geiman URSS 4:13,2                                             | Alain Mosconi Francia 4:13,6                                                        |
| 1500 m libre             | Semion Belits-Geiman URSS 16:58,5                                                  | Alan Kimber Reino Unido 17:13,2                                              | Alexandr Pletniev URSS 17:17,9                                                      |
| 200 m espalda            | Yuri Gromak URSS 2:12,9                                                            | Jaime Monzó España 2:15,7                                                    | Joachim Rother RDA 2:16,7                                                           |
| 200 m braza              | Gueorgui Prokopenko URSS 2:30,0                                                    | Alexandr Tutakayev URSS 2:30,3                                               | Egon Henninger RDA 2:30,5                                                           |
| 200 m mariposa           | Valentin Kuzmin URSS 2:10,2                                                        | Horst-Günter Gregor RDA 2:10,6                                               | Anatoli Skavronski URSS 2:11,2                                                      |
| 400 m cuatro estilos     | Frank Wiegand RDA 4:47,9                                                           | Andrei Dunayev URSS 4:48,7                                                   | Klaus Katzur RDA 4:55,7                                                             |
| 4 × 100 m libre          | RDA Frank Wiegand Udo Poser Horst-Günter Gregor Peter Sommer 3:36,8                | URSS Leonid Ilichov Viktor Mazanov Gueorgui Kulikov Vladimir Shuvalov 3:37,5 | Suecia · Lester Eriksson · Göran Jansson · Ingvar Eriksson · Jan Lundin · 3:39,0    |
| 4 × 200 m libre          | URSS Leonid Ilichov Semyon Belits-Geiman Alexandr Pletniev Yevgueni Novikov 8:00,2 | RDA Horst-Günter Gregor Alfred Müller Udo Poser Frank Wiegand 8:01,6         | Suecia · Lester Eriksson · Olle Ferm · Ingvar Eriksson · Jan Lundin · 8:04,3        |
| 4 × 100 m cuatro estilos | URSS Viktor Mazanov Gueorgui Prokopenko Valentin Kuzmin Leonid Ilichov 4:02,4      | RDA Jürgen Dietze Egon Henninger Horst-Günter Gregor Frank Wiegand 4:02,9    | Hungría · József Csikány · Ferenc Lenkei · Ákos Gulyás · István Szentirmay · 4:05,9 |

### Femenino
| Evento                   | Oro                                                                             | Plata                                                                                            | Bronce                                                                                 |
| ------------------------ | ------------------------------------------------------------------------------- | ------------------------------------------------------------------------------------------------ | -------------------------------------------------------------------------------------- |
| 100 m libre              | Martina Grunert RDA 1:01,2                                                      | Judit Turóczy · Hungría · 1:02,1                                                                 | Pauline Sillett Reino Unido 1:02,5                                                     |
| 400 m libre              | Claude Mandonnaud Francia 4:48,2                                                | Ada Kok · Países Bajos · 4:48,7                                                                  | Tamara Sosnova URSS 4:50,1                                                             |
| 100 m espalda            | Christine Caron Francia 1:08,1                                                  | Linda Ludgrove Reino Unido 1:08,9                                                                | Cristina Balaban Rumania 1:09,7                                                        |
| 200 m braza              | Galina Prozumenshchikova URSS 2:40,8                                            | Irina Pozdniakova URSS 2:41,9                                                                    | Jill Slattery Reino Unido 2:49,9                                                       |
| 100 m mariposa           | Ada Kok · Países Bajos · 1:05,6                                                 | Heike Hustede RFA 1:06,3                                                                         | Eila Pyrhönen · Finlandia · 1:07,8                                                     |
| 400 m cuatro estilos     | Betty Heukels · Países Bajos · 5:25,0                                           | Heidi Pechstein RDA 5:26,0                                                                       | Liudmila Jaziyeva URSS 5:28,4                                                          |
| 4 × 100 m libre          | URSS Nataliya Sipchenko Antonina Rudenko Natalya Ustinova Tamara Sosnova 4:11,3 | Suecia · Ingrid Gustavsson · Ulla Jäfvert · Ann-Charlotte Lilja · Ann-Christine Hagberg · 4:12,2 | Países Bajos · Toos Beumer · Mirjam van Hemert · Bep Weeteling · Lydia Schaap · 4:12,8 |
| 4 × 100 m cuatro estilos | Países Bajos · Cobie Sikkens · Gretta Kok · Ada Kok · Toos Beumer · 4:36,4      | URSS Natalia Mijailova Galina Prozumenshchikova Tatyana Devyatova Antonina Rudenko 4:38,2        | Reino Unido Linda Ludgrove Diana Harris Mary-Anne Cotterill Pauline Sillett 4:38,4     |

### Medallero
| Núm. | País         | Oro | Plata | Bronce | Total |
| ---- | ------------ | --- | ----- | ------ | ----- |
| 1    | URSS         | 8   | 7     | 4      | 19    |
| 2    | RDA          | 4   | 4     | 4      | 12    |
| 3    | Países Bajos | 3   | 1     | 1      | 5     |
| 4    | Francia      | 2   | 0     | 1      | 3     |
| 5    | Reino Unido  | 1   | 2     | 3      | 6     |
| 6    | Suecia       | 0   | 1     | 2      | 3     |
| 7    | Hungría      | 0   | 1     | 1      | 2     |
| 8    | RFA          | 0   | 1     | 0      | 1     |
| 8    | España       | 0   | 1     | 0      | 1     |
| 10   | Finlandia    | 0   | 0     | 1      | 1     |
| 10   | Rumania      | 0   | 0     | 1      | 1     |
|      | TOTAL        | 18  | 18    | 18     | 54    |

## Resultados de saltos

### Masculino
| Evento          | Oro                             | Plata                                 | Bronce                                 |
| --------------- | ------------------------------- | ------------------------------------- | -------------------------------------- |
| Trampolín 3 m   | Mijail Safonov URSS 155,27 pts. | Tord Andersson · Suecia · 146,30 pts. | Franco Cagnotto · Italia · 146,21 pts. |
| Plataforma 10 m | Klaus Dibiasi · Italia · 162,92 | Brian Phelps Reino Unido 152.01       | Jerzy Kowalewski · Polonia · 143,13    |

### Femenino
| Evento          | Oro                             | Plata                               | Bronce                            |
| --------------- | ------------------------------- | ----------------------------------- | --------------------------------- |
| Trampolín 3 m   | Vera Baklanova URSS 136,59 pts. | Delia Reinhard RDA 136.05 pts.      | Tamara Fiedosova URSS 133,23 pts. |
| Plataforma 10 m | Natalia Kuznetsova URSS 100,93  | Ingeborg Pertmayr · Austria · 94,52 | Gabriele Krauß RDA 91,22          |

### Medallero
| Núm. | País        | Oro | Plata | Bronce | Total |
| ---- | ----------- | --- | ----- | ------ | ----- |
| 1    | URSS        | 3   | 0     | 1      | 4     |
| 2    | Italia      | 1   | 0     | 1      | 2     |
| 3    | RDA         | 0   | 1     | 1      | 2     |
| 4    | Austria     | 0   | 1     | 0      | 1     |
| 4    | Reino Unido | 0   | 1     | 0      | 1     |
| 4    | Suecia      | 0   | 1     | 0      | 1     |
| 7    | Polonia     | 0   | 0     | 1      | 1     |
|      | TOTAL       | 4   | 4     | 4      | 12    |

## Resultados de waterpolo
| Evento    | Oro  | Plata | Bronce     |
| --------- | ---- | ----- | ---------- |
| Masculino | URSS | RDA   | Yugoslavia |

## Medallero total
| Núm. | País         | Oro | Plata | Bronce | Total |
| ---- | ------------ | --- | ----- | ------ | ----- |
| 1    | URSS         | 12  | 7     | 5      | 24    |
| 2    | RDA          | 4   | 6     | 5      | 15    |
| 3    | Países Bajos | 3   | 1     | 1      | 5     |
| 4    | Francia      | 2   | 0     | 1      | 3     |
| 5    | Reino Unido  | 1   | 3     | 3      | 7     |
| 6    | Italia       | 1   | 0     | 1      | 2     |
| 7    | Suecia       | 0   | 2     | 2      | 4     |
| 8    | Hungría      | 0   | 1     | 1      | 2     |
| 9    | RFA          | 0   | 1     | 0      | 1     |
| 9    | Austria      | 0   | 1     | 0      | 1     |
| 9    | España       | 0   | 1     | 0      | 1     |
| 12   | Finlandia    | 0   | 0     | 1      | 1     |
| 12   | Polonia      | 0   | 0     | 1      | 1     |
| 12   | Rumania      | 0   | 0     | 1      | 1     |
| 12   | Yugoslavia   | 0   | 0     | 1      | 1     |
|      | TOTAL        | 23  | 23    | 23     | 69    |